# Engelbert Friedhoff

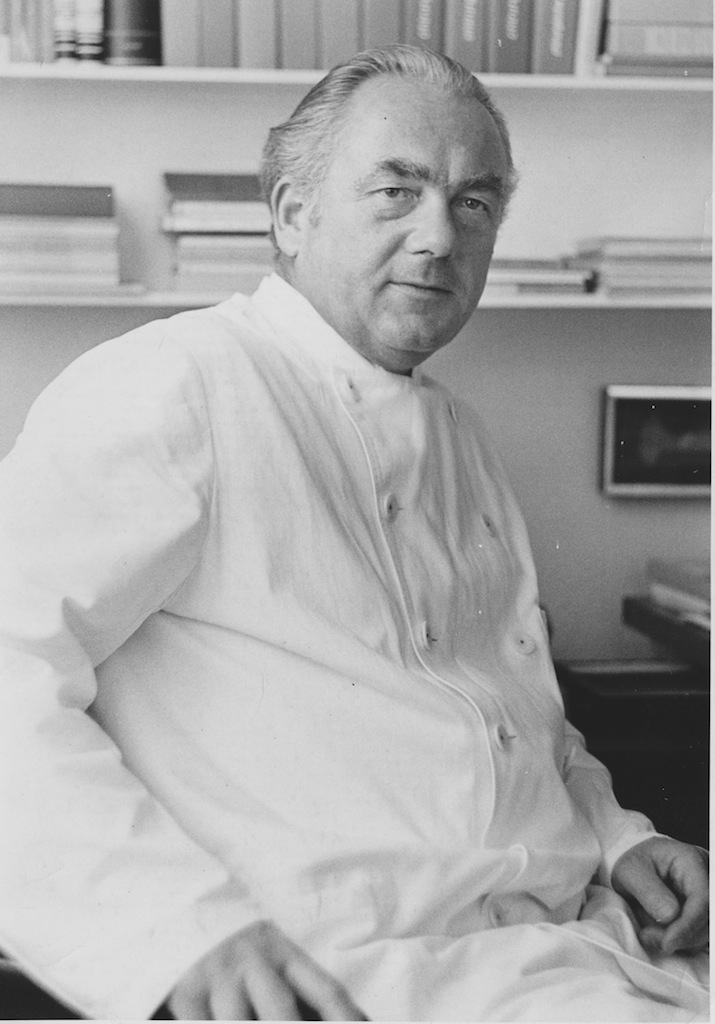
Engelbert Friedhoff

Engelbert Bernhard Friedhoff (* 25. Februar 1920 in Lüdinghausen; † 17. August 2008 in Wipperfürth) war ein deutscher Chirurg und Pionier des Notarzt- und Rettungswesens.

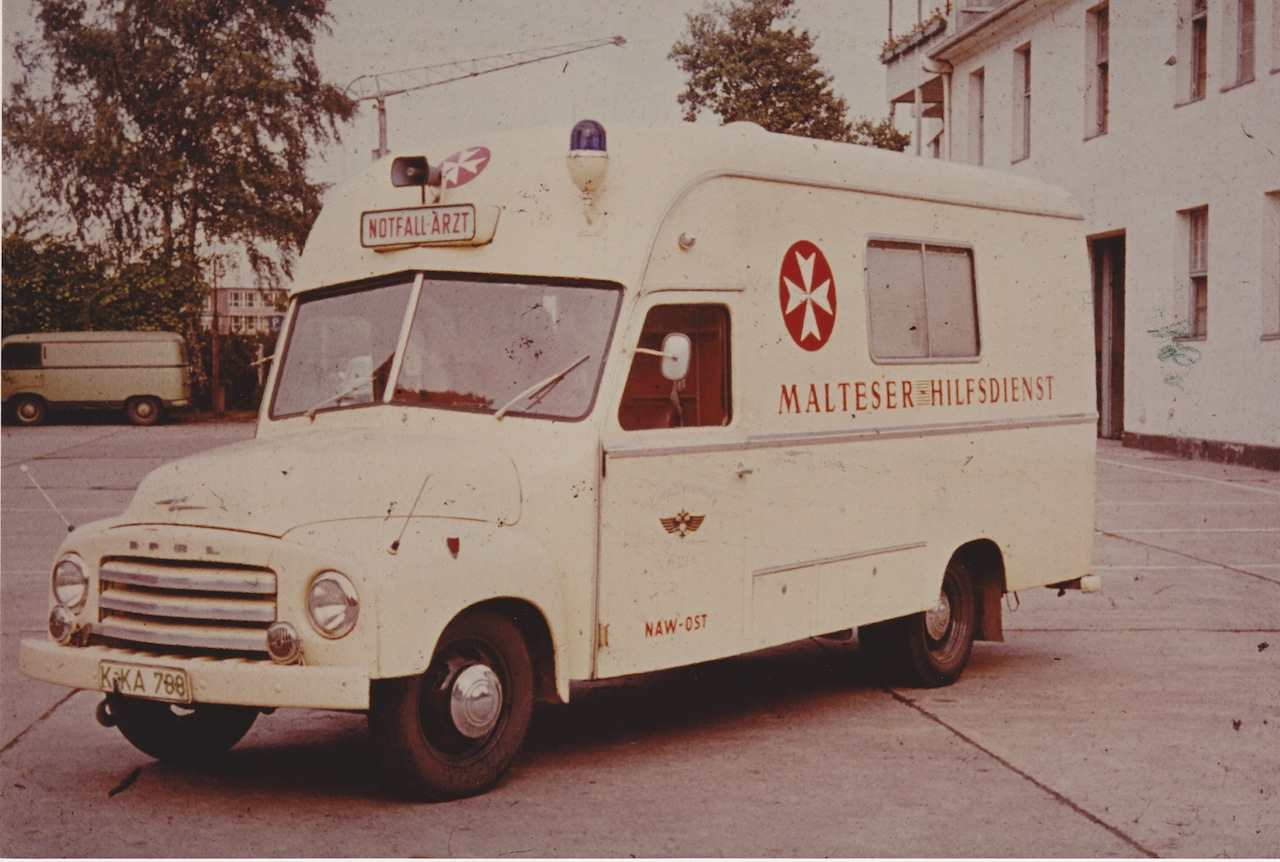
1. Rettungswagen der Stadt Köln

## Leben
Engelbert Friedhoff wurde als zweiter Sohn des Landarztes Theodor Friedhoff und dessen Ehefrau Elisabeth Friedhoff geb. Schilling in Lüdinghausen geboren. Nach dem Besuch der Volksschule und Rektoratsschule in Lüdinghausen und des humanistischen Gymnasiums in Bingen machte er 1938 sein Abitur. Nach Ableistung des Arbeitsdienstes wurde er 1938 Soldat in Bielefeld. Nach der Rekrutenzeit wurde er zur militärärztlichen Akademie Pépinière nach Berlin versetzt. An der Friedrich-Wilhelm-Universität begann er das Medizinstudium. 1941 machte er sein Physikum und absolvierte das klinische Studium an den Universitäten Bonn, Münster und Berlin. 1944 bestand er in Berlin sein drittes Staatsexamen und erhielt die Approbation.
Von 1948 bis 1961 war er als Assistenzarzt von Victor Hoffmann, dem damaligen Direktor der Chirurgischen Universitätsklinik Köln, und mit dem norwegischen Anästhesisten Sverre Loennecken (1917–1973) an der Bereitstellung des ersten geregelten „Notfallarztwagen“ in der Bundesrepublik beteiligt. Dieses Projekt wurde später als „Kölner Modell“ bezeichnet.
Friedhoff war von 1961 bis 1986 Chefarzt der Chirurgischen Abteilung und Ärztlicher Direktor am St. Antonius Krankenhaus Köln.
1999 wurde er für seinen „Einsatz im Rettungswesen und als einer der Pioniere des Notarztwesens“ mit dem Bundesverdienstkreuz am Bande ausgezeichnet.
Engelbert Friedhoff war seit 1947 mit Margit Friedhoff geb. Spickernagel verheiratet. Sie hatten drei Kinder.

## Schriften
- Ist die primär-corticale, nicht verkäsende Nierentuberkulose eine Frühform der käsig kaverösen Nierentuberkulose? In: Der Chirurg. 22. Jahrgang, Heft 7. 1951, S. 297–299
- Die intravenöse Urographie bei der Blasenhalsgeschwulst. In: Langenbecks Archiv für klinische Chirurgie vereinigt mit Deutsche Zeitschrift für Chirurgie. Band 274. 1953, S. 132–138.
- Innere Fisteln zwischen Magen und Darm. In: Zentralblatt für Chirurgie. 78. Jahrgang, Heft 29. Barth, Leipzig 1953.
- Organerhaltende Behandlung bei Nierentuberkulose. In: Langenbecks Archiv für klinische Chirurgie vereinigt mit Deutsche Zeitschrift für Chirurgie. Band 276. Sitzungsbericht der 70. Tagung der Deutschen Gesellschaft für Chirurgie vom 7. – 11. April 1953 (doi:10.1007/BF02443193).
- Unfall im höheren Lebensalter. In: Münchener Medizinische Wochenschrift. 98. Jahrgang, Nr. 43, 1956, S. 1463–1467.
- Ärztliche Versorgung Schwerverletzter am Unfallort und auf dem Transport (Erfahrungen mit dem Einsatz des Notfall-Arztwagen). In: MMW. Heft 35. 1959, S. 1430–1437.
- Transportprobleme und erste Hilfe am Unfallort. Nach einem Vortrag auf der Unfallchirurgischen Tagung in Freiburg i. Brsg. am 5. und 6. März 1960.
- mit A. Kallenberg: Unsere Technik der Harnröhrendarstellung. In: Röntgen-Blätter. XIII. Jahrgang, Heft 4. 1960.
- Erfahrungen mit dem Notfallarztwagen der Chirurgischen Universitätsklinik Köln. In: Der Landarzt. Zeitschrift für alle praktischen Ärzte. 36. Jahrgang, H. 19, 1960, S. 663–667.
- Forderungen des Arztes an den Kranken- und Verletztentransport von heute. In: Zentralblatt für Verkehrsmedizin, Verkehrspsychologie und Angrenzende Gebiete. Heft 2, 1961, S. 67–73.
- Ärztliche Anforderungen an den Krankenkraftwagen aus unfallärztlicher Sicht. In: Zentralblatt für Verkehrsmedizin, Verkehrspsychologie und Angrenzende Gebiete. Heft 3, 1962, S. 133–138.
- mit Diebold, Frey, Gögler u. a.: Forumgespräch: Erste Hilfe am Unfallort. In: Zeitschrift für ärztliche Fortbildung und Qualität im Gesundheitswesen. 51. Jahrgang, Heft 12. 1962.
- Der Kranken-/Verletzten-Transport und das Krankenhaus. In: Das Krankenhaus. 55. Jahrgang, Heft 2. 1963, S. 63–65.
- Verletztentransportwagen, Notfallarztwagen, Operationswagen. In: Die Therapiewoche. 15, 9, 1965, S. 441
- Der Rettungskongress des Deutschen Roten Kreuzes. In: Deutsches Rotes Kreuz. Zentralorgan des DRK in der Bundesrepublik Deutschland. Ausgabe A, Heft 7, Juli 1966, S. 14–16.
- Chirurgische Erstversorgung am Unfallort. In: Langenbecks Archiv für Chirurgie. Band 325, 1969, S. 214–222 (doi:10.1007/BF01255912).
- Ein Pionier erzählt … Zur Geschichte des Kölner Notarztdienstes. In: Der Rettungssanitäter. 6. Jahrgang, Januar 1983, S. 3–5.
- mit G. Büttner: Sind die Insassen von Frontlenkern besonders gefährdet?. In: Zentralblatt für Verkehrs-Medizin, Verkehrs-Psychologie und angrenzende Gebiete. Gilde.
- mit G. Büttner: Das Lenkrad als Ursache von Autoinsassen-Verletzungen. In: Zentralblatt für Verkehrs-Medizin, Verkehrs-Psychologie und angrenzende Gebiete. Gilde.